# Claire Mathieu
Claire Mathieu (anteriormente Kenyon) (1965) es una científica informática y matemática francesa, conocida por su investigación sobre algoritmos de aproximación, algoritmos en línea, y teoría de subasta. Es directora de investigación en el  Centro Nacional para la Investigación Científica y ganadora del Premio IBM Young Researcher.
Obtuvo su doctorado por la Universidad de París-Sur  en 1988, bajo la supervisión de Claude Puech. Trabajó al CNRS y el ENTE Lyon de 1991 a 1997, a Paris-Sur de 1997 a 2002, al École Polytechnique de 2002 a 2004, y en la Universidad de Brown de 2004 a 2011 antes de volver al CNRS el 2012.
Participó el 2014, en el Coloquio Internacional sobre Autómatas, Lenguas y Programación y el 2015, en el Simposio sobre Algoritmos Discretos. .